# Лаптевско море
Лаптевско море је део северног Леденог океана. Налази се између Сибира, полуострва Тајмир, Новосибирских острва и острва Нова земља. На западу комуницира са Карским морем преко Виљкицког пролаза, а на истоку са Источносибирским морем преко Саниковљевог пролаза и пролаза Димитрија Лаптева. Његова површина покрива око 672.000 km². Име је добило по двојици истраживача Димитрију Лаптеву и Харитону Лаптеву, рођацима који су у осамнаестом веку истраживали и картографисали његове обале. Пловно је само током августа и септембра. Његова просечна дубина је 50 m, а максимална дубина износи 3.385 m. Највећа река која се улива у Лаптевско море Лена која формира велику делту. Нешто западније се налази дуги естуер реке Хатанга. Поред њих највеће реке које се уливају у море су Анабар, Олењок и Јана. Лаптавско море је прекривено ледом током највећег дела године, међутим ледоломци омогућавају да се његова главна лука Тикси ослободи леда. Локалну фауну чине моржеви, брадате фоке и морске краве.

## Опсег
Међународна хидрографска организација дефинише границе Лаптевског мора на следећи начин:

На западу Источна граница Карског мора, Острво Комсомолец од рта Молотов до Југоисточног рта; одатле до рта Ворочилов, острвo Октoбaрскe револуцијe до рта Анучин. Затим до рта Aнслихт на Бољшевичком острву. Бољшевичко острво до рта Јевгенов. Одатле до рта Прончистехев на копну (погледајте руску карту бр. 1484 из 1935. године).
На северу Линија која спаја рт Молотов до северног краја острва Котелни (76° 10′ N 138° 50′ E / 76.167° С; 138.833° И).
На истоку Од северног краја острва Котелни – преко острва Котелни до рта Мадвејев. Затим преко острва Мали [Мало Љаховско острво] до рта Вагин на Великом Лваковском острву. Одатле до рта Свјатој Нос на копну.

Користећи тренутна географска имена и транскрипцију, ова дефиниција одговара области приказаној на мапи.
- Морска граница почиње од Арктичког рта (раније рт Молотов) на острву Комсомолец на 81° 13′ N 95° 15′ E / 81.217° С; 95.250° И и повезује се са ртом Роса Луксембург (мис Рози Ликсембург), југоисточним ртом острва.
- Следећи сегмент прелази мореуз Црвене армије и води до рта Ворочилов на острву Октобарске револуције, а затим кроз то острво до рта Анучин на 79° 39′ 37″ N 100° 21′ 22″ E / 79.66028° С; 100.35611° И.
- Затим, граница прелази Шокалски мореуз до рта Aнслихт на 79° 25′ 04″ N 102° 31′ 00″ E / 79.41778° С; 102.51667° И на Бољшевичком острву. Даље иде кроз острво до рта Јевгенов на 78° 17′ N 104° 50′ E / 78.283° С; 104.833° И.[6]
- Одатле граница иде кроз мореуз Вилкицки до рта Прончишчев на 77° 32′ 57″ N 105° 54′ 4″ E / 77.54917° С; 105.90111° И на полуострву Тајмир.
- Јужна граница је обала азијског копна. Истакнуте карактеристике су залив Хатанга (естуар реке Хатанга) и делта реке Лене.
- На истоку, полигон прелази преко мореуза Дмитрија Лаптева. Повезује рт Свјатој Нос на 72° 42′ С; 141° 12′ И / 72.7° С; 141.2° И са ртом Вагин на 73° 26′ 0″ N 139° 50′ 0″ E / 73.43333° С; 139.83333° И на самом истоку острва Бољшој Лјаховски.
- Затим, граница Лаптевског мора прелази мореуз Етерикан до Малог Лјаховског острва (познатог као Мало острво) на 74° 05′ 00″ С; 140° 35′ 00″ И / 74.0833° С; 140.5833° И до рта Медвежиј.
- Коначно, постоји део кроз острво Котелни до рта Аниси, његовог најсевернијег рта 76° 10′ N 138° 50′ E / 76.167° С; 138.833° И.
- Последња веза сеже одатле назад до Арктичког рта.

## Географија
Река Лена, са својом великом делтом, највећа је река која се улива у Лаптевско море, и друга је по величини река на руском Арктику после Јенисеја. Друге важне реке укључују Хатангу, Анабар, Олењок, Омолој и Јану.
Морске обале су кривудаве и формирају заливе и увале разних величина. Приобални пејзаж је такође разноврстан, са малим планинама у близини мора. Главни заливи обале Лаптевског мора су залив Хатанга, залив Олењок, залив Буор-Каја и залив Јана.
Постоји неколико десетина острва укупне површине 3.784 km2 (1.461 sq mi), углавном у западном делу мора и у делтама река. Олује и струјања услед отапања леда значајно еродирају острва, те су острва Семеновско и Васиљевско (74°12"N, 133°E) која су откривена 1815. године већ нестала. Најзначајније групе острва су Северна земља, Комсомолскаја Правда, Вилкицки и Фадеј, а највећа појединачна острва су Бољшој Бегичев (1764 km²), Белковски (500 km²), Мали Тајмир (250 km²), Столбовој (170 km²), Старокадомски (110 km²) и Песчани 17 km²).
Више од половине мора (53%) почива на епиконтиненталном прагу са просечним дубинама испод 50 m (160 ft), а области јужно од 76 °C су плиће од 25 m. У северном делу, морско дно се нагло спушта на дно океана са дубином од реда од 1 km (0,62 mi) (22% морске површине). Тамо је прекривено муљем, који је у плитким пределима помешан са ледом.
Лаптевско море је са југа омеђено Источносибирском низијом, алувијалном равницом која се углавном састоји од седимената морског порекла који датирају из времена када је целу област заузимало Верхојанско море, древно море на ивици Сибирског кратона у пермском периоду. Како су векови пролазили, постепено је већина подручја које ограничава море на југу постала испуњена алувијалним наслагама савремених река.

## Клима
Клима Лаптевског мора је арктичка континентална и, због удаљености од Атлантског и Тихог океана, једна је од најоштријих међу арктичким морима. Поларна ноћ и поноћно сунце трају око 3 месеца годишње на југу и 5 месеци на северу. Температуре ваздуха се држе испод 0 °C 11 месеци годишње на северу и 9 месеци на југу. Просечна температура у јануару (најхладнији месец) варира широм мора између −31 °C (−24 °F) и −34 °C (−29 °F), а минимална је −50 °C (−58 °F). У јулу се температура пење до 0 °C (максимално 4 °C) на северу и до 5 °C (максимално 10 °C) на југу, али у августу може достићи 22–24 °C на приморју. Максимум од 32,7 °C (90,9 °F) забележен је у Тиксију. Зими су чести јаки ветрови, мећаве и снежне олује. Снег пада и лети и смењује се са маглом.

## Лед
Лаптевско море је главни извор арктичког морског леда. Са просечним изливом од 483.000 km² годишње у периоду 1979–1995, доприноси са више морског леда него Баренцово море, Карско море, Источносибирско море и Чукотско море заједно. Током овог периода, годишњи одлив је флуктуирао између 251.000 km² у 1984–85 и 732.000  km² у 1988–89. Море експортује значајне количине морског леда у свим месецима осим јула, августа и септембра.
Обично, формирање леда почиње у септембру на северу и октобру на југу, мада је постепено почело касније због климатских промена изазваних људским фактором. Године 2020, Сибир је доживео рекордну врућину и формирање је почело тек крајем октобра, што је представљало најкаснији почетак икада забележен. Формирање леда резултира великим непрекидним покривачем леда, дебљине до 2 m (6 ft 7 in) у југоисточном делу мора, као и близу обале. Обалски слој се завршава на дубини воде од 20-25 m која се налази на неколико стотина километара од обале, тако да овај обалски лед покрива око 30% морске површине. Лед плута на север до овог обалног појаса, а неколико полинија формирају топли јужни ветрови у околини. Они имају различита имена, као што је Велика сибирска полинија, и могу се простирати на стотине километара. Ледени покривач обично почиње да се топи од краја маја до почетка јуна, стварајући фрагментиране ледене агломерате на северозападу и југоистоку и често откривајући остатке мамута. Формирање леда варира из године у годину, при чему је море или чисто или потпуно прекривено ледом.

## Људске активности

### Рибарство и пловидба
Рибарство и лов имају релативно мали обим и углавном су концентрисани у делтама река. Доступни су подаци за залив Катанга и делте река Лена и Jана од 1981. до 1991. године, из којих следи да се убира око 3.000 тона рибе годишње. Екстраполирано, они дају следеће годишње процене (у хиљадама тона) по врстама: сардине (1,2), Coregonus autumnalis (2,0), Coregonus laurettae (2,7), Coregonus nasus (2,6), муксун (2,4) и друге (3,6). Лов на морске сисаре практикују само локални становници. Конкретно, лов на моржеве је дозвољен само научне експедиције и локална племена ради издржавања.
Упркос смрзавању, пловидба је главна људска активност на Лаптевском мору са главном луком у Тиксију. У совјетско време, обалска подручја Лаптевског мора доживела су ограничени процват захваљујући првим конвојима ледоломаца који су саобраћали Северним морским путем и оснивању Главне управе Северног морског пута. Рута је била тешка чак и за ледоломце – те су Лењин и пратећи конвој од пет бродова били заробљени у леду у Лаптевском мору око септембра 1937. Ту су провели принудну зиму и спасао их је други ледоломац Красин у августу 1938. Главна транспортована роба била је дрво, крзно и грађевински материјал. Тикси је имао активан аеродром, а лука Нордвик даље на запад је била „град у развоју“,  иако је затворена средином 1940-их.

## Галерија
- Лаптевско море. Залазак сунца.
- Лаптевско море. Ледене торосы.
- Брод на ваздушном јастуку Хивус-10 на Лаптевско море